# Leichtathletik-Weltmeisterschaften 1993/5000 m der Männer

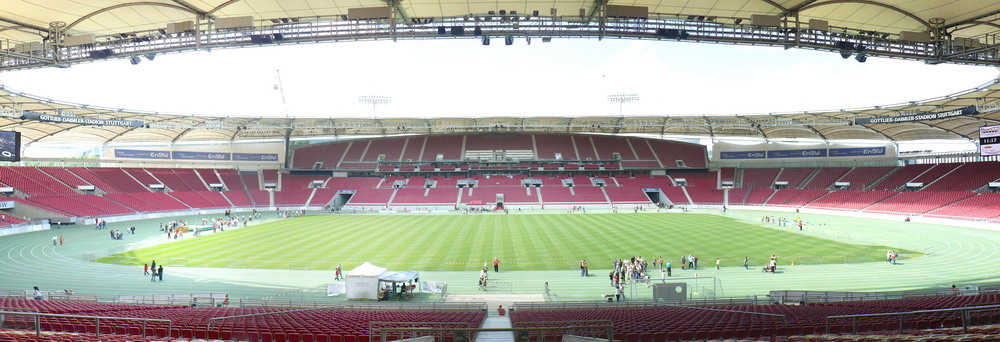
Das Stuttgarter Gottlieb-Daimler-Stadion im Jahr 2007

Der 5000-Meter-Lauf der Männer bei den Leichtathletik-Weltmeisterschaften 1993 wurde am 14. und 16. August 1993 im Stuttgarter Gottlieb-Daimler-Stadion ausgetragen.
Die Läufer aus Äthiopien errangen in diesem Wettbewerb mit Silber und Bronze zwei Medaillen. Weltmeister wurde der Kenianer Ismael Kirui. Er gewann vor Haile Gebrselassie, der hier am Beginn einer großen Sportkarriere seine ersten Erfolge auf Weltniveau feiern durfte. Eine knappe Woche später siegte Gebrselassie über 10.000 Meter. Bereits im Juni dieses Jahres hatte er bei den Afrikameisterschaften Silber über 5000 und Bronze über 10.000 Meter gewonnen. Auf den dritten Platz kam der Vizeweltmeister von 1991, Olympiadritte von 1992 und afrikanische Vizemeister von 1993 über 10.000 Meter Fita Bayisa. Beherrscht wurde das Rennen von den Afrikanern. Der beste Läufer, der nicht aus Afrika kam, war der Brite Robert Denmark auf dem neunten Rang.

## Rekorde

### Bestehende Rekorde
| Weltrekord               | 12:58,39 min | Saïd Aouita   | Rom, Italien            | 22. Juli 1987     |
| Weltmeisterschaftsrekord | 13:14,45 min | Yobes Ondieki | WM 1991 in Tokio, Japan | 1. September 1991 |

### Rekordverbesserung
Der kenianische Weltmeister Ismael Kirui verbesserte den bestehenden WM-Rekord im Finale am 16. August um 11,70 Sekunden auf 13:02,75 min.

## Vorrunde
Die Vorrunde wurde in drei Läufen durchgeführt. Die ersten vier Athleten pro Lauf – hellblau unterlegt – sowie die darüber hinaus drei zeitschnellsten Läufer – hellgrün unterlegt – qualifizierten sich für das Finale.

### Vorlauf 1

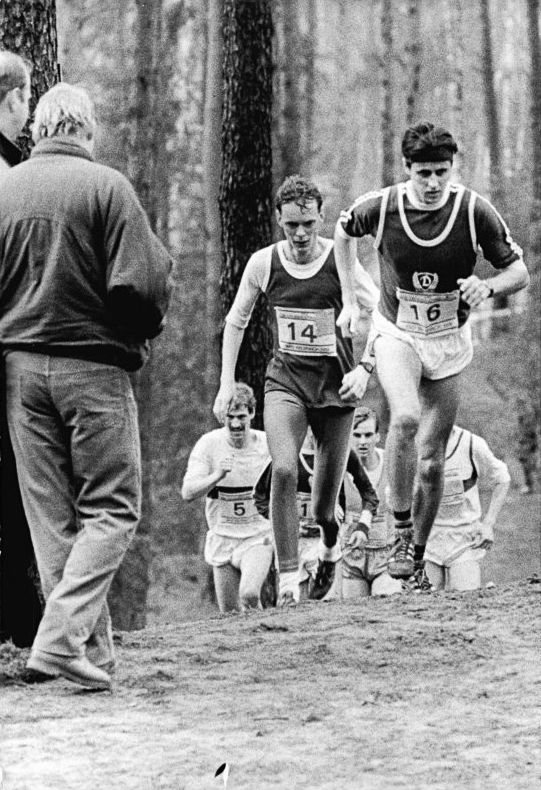
Sein siebter Platz im ersten Vorlauf reichte Rainer Wachenbrunner (hier in führender Position) nicht zur Finalteilnahme

14. August 1993, 20:05 Uhr
| Platz | Name                  | Nation                   | Zeit (min) |
| ----- | --------------------- | ------------------------ | ---------- |
| 1     | Robert Denmark        | Großbritannien           | 13:41,55   |
| 2     | Paul Bitok            | Kenia                    | 13:41,57   |
| 3     | Fita Bayisa           | Äthiopien                | 13:41,61   |
| 4     | Khalid Skah           | Marokko                  | 13:41,72   |
| 5     | Bob Kennedy           | USA                      | 13:42,17   |
| 6     | Carlos Monteiro       | Portugal                 | 13:44,96   |
| 7     | Rainer Wachenbrunner  | Deutschland              | 13:46,43   |
| 8     | Toshinari Takaoka     | Japan                    | 13:46,86   |
| 9     | Andrei Tichonow       | Russland                 | 13:53,25   |
| 10    | Alyan al-Qahtani      | Saudi-Arabien            | 13:56,59   |
| 11    | Phillip Clode         | Neuseeland               | 13:56,94   |
| 12    | Ramachandran Murusamy | Malaysia                 | 14:33,22   |
| 13    | Keiruan Tawai         | Vanuatu                  | 15:43,73   |
| DNF   | James Lynch           | Niederländische Antillen |            |

### Vorlauf 2

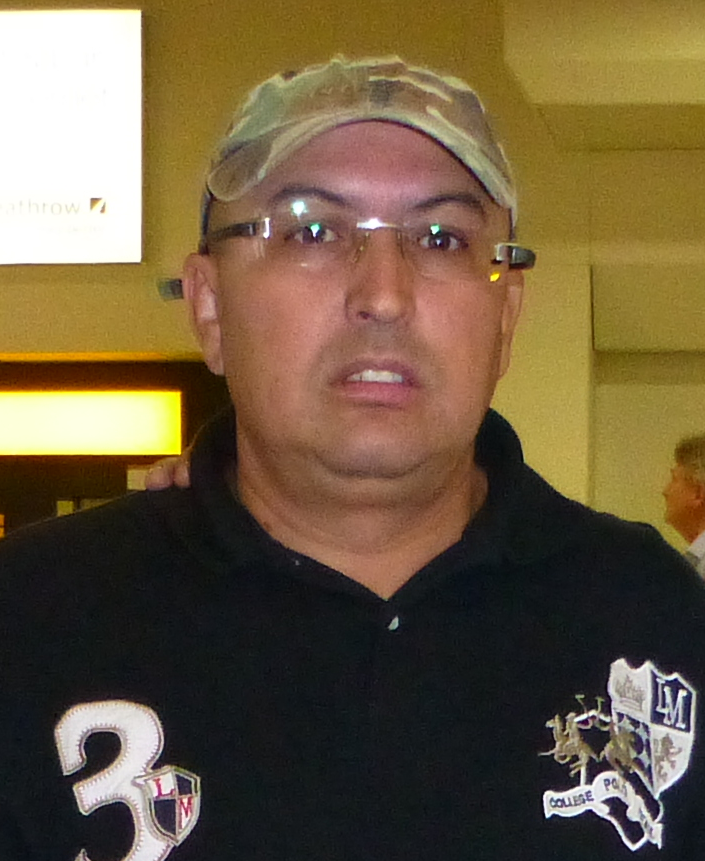
Brahim Boutayeb (hier im Jahr 2012), 1991 WM-Dritter und 1988 Olympiasieger über 10.000 Meter, schied als Sechster seines Vorlaufs aus

14. August 1993, 20:23 Uhr
| Platz | Name                | Nation         | Zeit (min) |
| ----- | ------------------- | -------------- | ---------- |
| 1     | Worku Bikila        | Äthiopien      | 13:27,14   |
| 2     | Ismael Kirui        | Kenia          | 13:27,15   |
| 3     | Aloÿs Nizigama      | Burundi        | 13:35,72   |
| 4     | Mathias Ntawulikura | Ruanda         | 13:36,66   |
| 5     | Mustapha Essaïd     | Frankreich     | 13:40,21   |
| 6     | Brahim Boutayeb     | Marokko        | 13:42,30   |
| 7     | Jon Brown           | Großbritannien | 13:46,20   |
| 8     | Micha Bartoszak     | Polen          | 13:52,95   |
| 9     | Bahadur Prasad      | Indien         | 13:53,59   |
| 10    | Peter O’Donoghue    | Australien     | 14:12,99   |
| 11    | Gopal Thein Win     | Myanmar        | 14:14,62   |
| 12    | Valdenor dos Santos | Brasilien      | 14:39,29   |
| 13    | Davendra Singh      | Fidschi        | 15:01,72   |
| DNF   | Ovidiu Olteanu      | Rumänien       |            |

### Vorlauf 3
14. August 1993, 20:41 Uhr
| Platz | Name                | Nation         | Zeit (min) |
| ----- | ------------------- | -------------- | ---------- |
| 1     | Haile Gebrselassie  | Äthiopien      | 13:25,27   |
| 2     | Brahim Jabbour      | Marokko        | 13:26,06   |
| 3     | Michael Chesire     | Kenia          | 13:26,13   |
| 4     | Aissa Belaout       | Algerien       | 13:29,12   |
| 5     | Abel Antón          | Spanien        | 13:30,32   |
| 6     | Jonny Danielson     | Schweden       | 13:34,05   |
| 7     | Zoltán Káldy        | Ungarn         | 13:37,20   |
| 8     | Philimon Hanneck    | Simbabwe       | 13:49,42   |
| 9     | Jan Pešava          | Tschechien     | 14:02,00   |
| 10    | John Nuttall        | Großbritannien | 14:11,30   |
| 11    | Greg Whiteley       | USA            | 14:11,48   |
| 12    | Ahmad Zarekar       | Iran           | 14:48,07   |
| 13    | Souley Oumarou      | Niger          | 15:29,14   |
| DNS   | Mohamed Moosa Ahmed | Palästina      |            |

## Finale

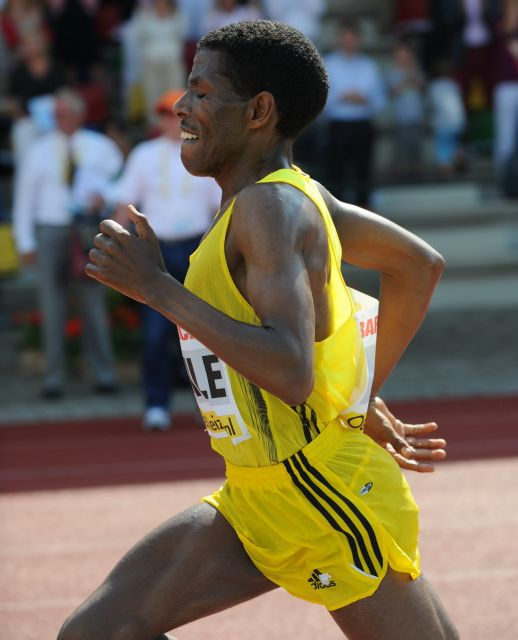
Vizeweltmeister Haile Gebrselassie (hier bei einem Marathon Jahr 2009) errang seine erste Medaille auf Weltniveau, sechs Tage später kam der WM-Titel über 10.000 Meter hinzu

16. August 1993, 20:20 Uhr
| Platz | Name                | Nation         | Zeit (min)  |
| ----- | ------------------- | -------------- | ----------- |
| 1     | Ismael Kirui        | Kenia          | 13:02,75 CR |
| 2     | Haile Gebrselassie  | Äthiopien      | 13:03,17    |
| 3     | Fita Bayisa         | Äthiopien      | 13:05,40    |
| 4     | Worku Bikila        | Äthiopien      | 13:06,64    |
| 5     | Khalid Skah         | Marokko        | 13:07,18    |
| 6     | Brahim Jabbour      | Marokko        | 13:18,87    |
| 7     | Aloÿs Nizigama      | Burundi        | 13:20,59    |
| 8     | Paul Bitok          | Kenia          | 13:23,41    |
| 9     | Robert Denmark      | Großbritannien | 13:27,09    |
| 10    | Mathias Ntawulikura | Ruanda         | 13:28,58    |
| 11    | Abel Antón          | Spanien        | 13:40,21    |
| 12    | Jonny Danielson     | Schweden       | 13:40,59    |
| 13    | Zoltán Káldy        | Ungarn         | 13:44,02    |
| 14    | Michael Chesire     | Kenia          | 13:44,11    |
| DNF   | Aissa Belaout       | Algerien       |             |

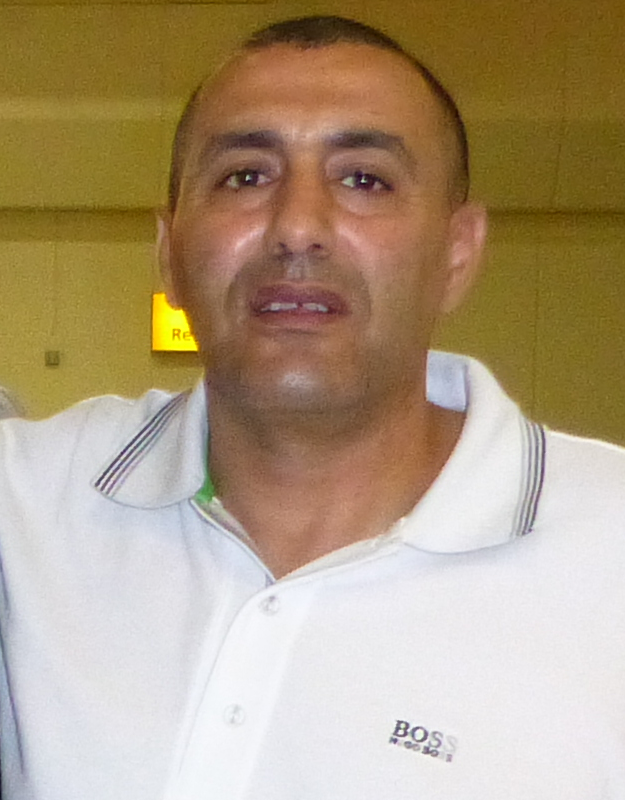
Khalid Skah, über 10.000 Meter 1992 Olympiasieger und 1991 WM-Dritter, erreichte Platz fünf
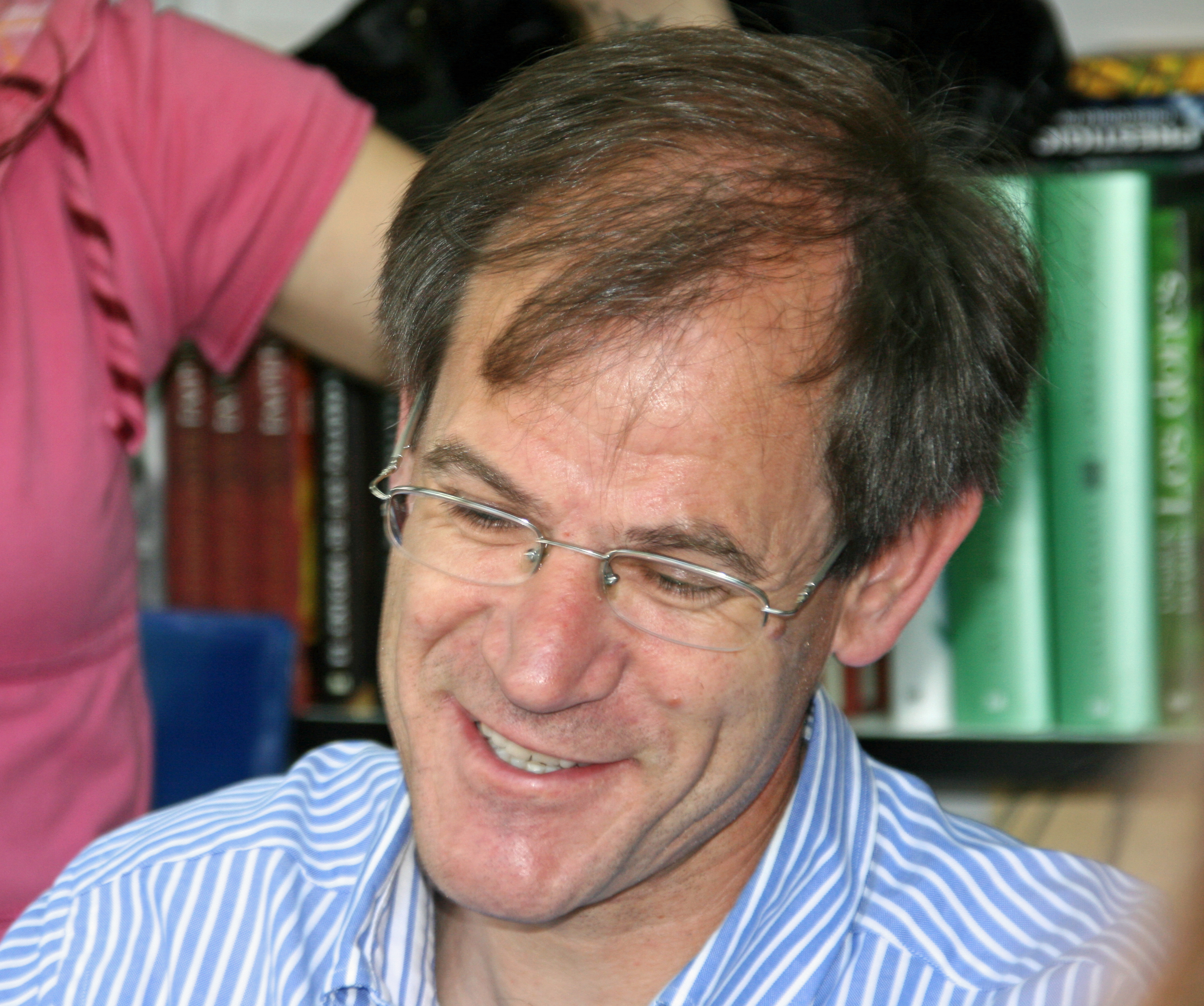
Rang elf für Abel Antón (Foto: 2008), der in den kommenden Jahren unter anderem zweimal Weltmeister im Marathonlauf wurde

## Video
- 1993 World Championships 5000m Men's Final, Stuttgart, Germany auf youtube.com, abgerufen am 9. Mai 2020